# Psidium

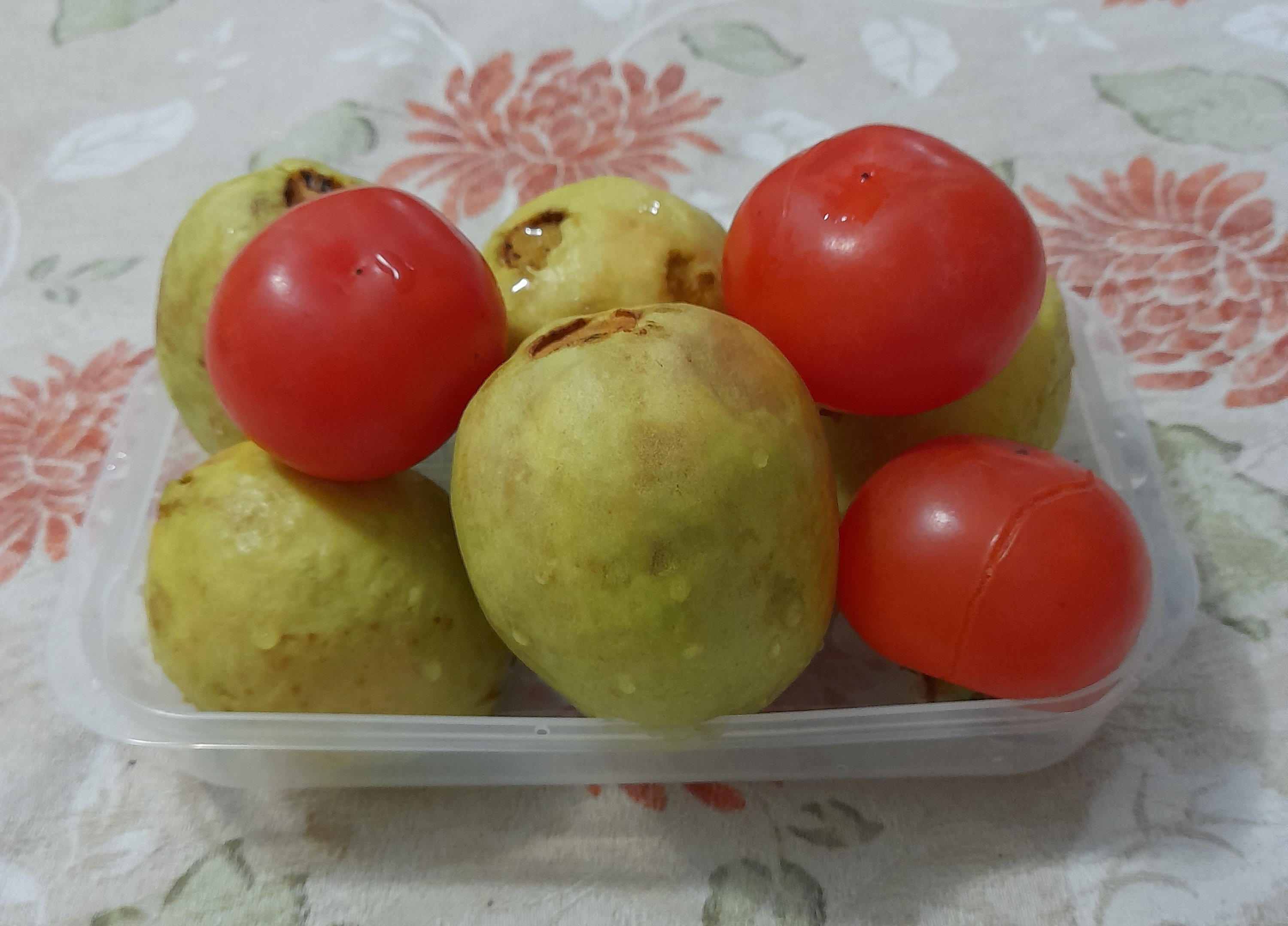
Guayaba y tomatillo

Las guayabas (Psidium) o arasá son un género de unas cien especies de árboles tropicales y árboles pequeños en la familia Myrtaceae, nativas de América. Las hojas son opuestas, simples, elípticas a ovaladas, de 5 a 15 centímetros de largo. Las flores son blancas, con cinco pétalos y numerosos estambres.
El fruto es comestible, redonda o en forma de pera, entre 3 a 10 cm de diámetro (hasta 12 cm en cultivos selectos). Tiene una corteza delgada y delicada, color verde pálido a amarillo en la etapa madura de algunas especies, rosa a rojo en otras, pulpa blanca cremosa o anaranjada con muchas semillitas duras y un fuerte aroma característico. Esta fruta es rica en vitaminas C, A, B, además tiene beneficios nutritivos ya que su pulpa es considerada ácida y disminuye los niveles de LDL (transportado por VLDL).[cita requerida]

## Composición química
Promedio por 100: agua 78; proteínas 0.9; grasa 0.40; azúcares 7.70; hidratos de carbono 2.70; fibra bruta 8.50; acidez en ácido tánico 1.00; ceniza 0.80; calorías 43.24; la guayaba contiene grandes cantidades de vitamina C, A y B1. La guayaba también es una fuente excepcional de licopeno, proporcionando aproximadamente de 5200 μg cada 100 g. Por cada 100 gramos de guayabas hay alrededor de 0,5 gramos de sustancias antioxidantes, según un estudio realizado en la India, proporción tres veces mayor que en otras frutas.

## Cultivos y usos

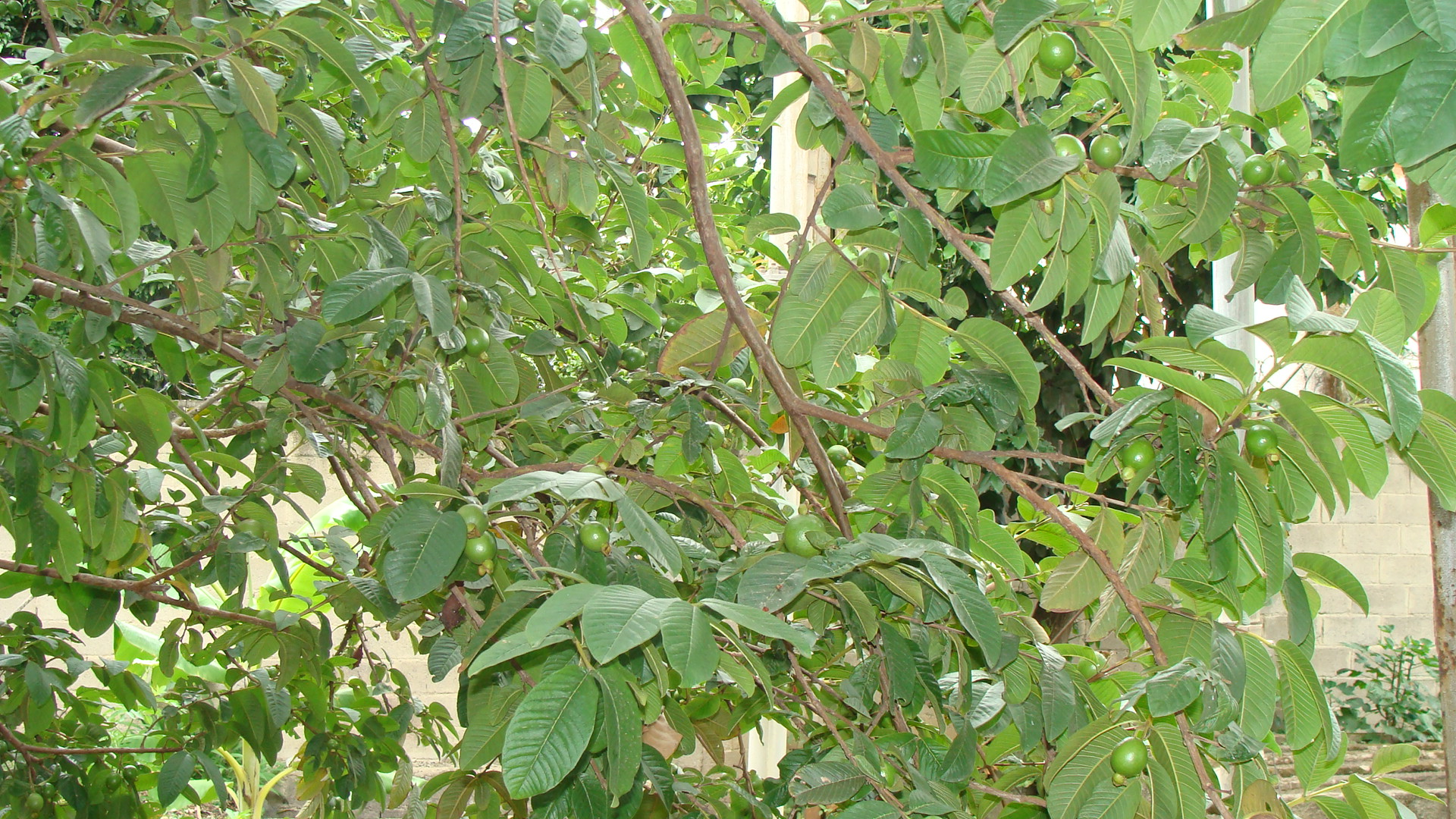
Guayabo común con frutos aún verdes.

Las guayabas se cultivan en muchos países de la zona intertropical subtropical por sus frutos comestibles. Varias especies se cultivan comercialmente. Los más importantes están en el cuadro a la derecha. 
Las plantas son sensibles a las heladas. En algunas regiones tropicales, incluyendo Hawái, algunas especies se han convertido en arbustos invasivos. También es de interés para los cultivadores domésticos en áreas de clima templado, como una de las pocas frutas tropicales que se pueden desarrollar hasta que den fruta en macetas dentro de la casa.
La fruta se come entera. Algunas personas muerden las semillas pero otras las evitan, como si fueran tunas o pitahayas, o rebanada y servida con azúcar y crema como postre. En Asia, la guayaba cruda se sumerge en sal o polvo de ciruela pasa. La guayaba hervida también es usada extensivamente para hacer dulces, jaleas, mermeladas (goiabada) y jugos. Es una de las frutas con mayores niveles de vitamina C, por gramo contiene unas 4 veces más que la naranja. Las hojas y la corteza son astringentes intestinales, especialmente en las diarreas de los niños, pues son ricas en tanino, 30 g de hojas por 150 ml de agua, el cocimiento es empleado para lavar úlceras. La corteza y la raíz del guayabo son un buen reconstituyente que cura la anemia y debilidades nerviosas, tomando el cocimiento con frecuencia. Su contenido natural de producto fresco son 273 unidades en 100 g (véase también vitamina A).

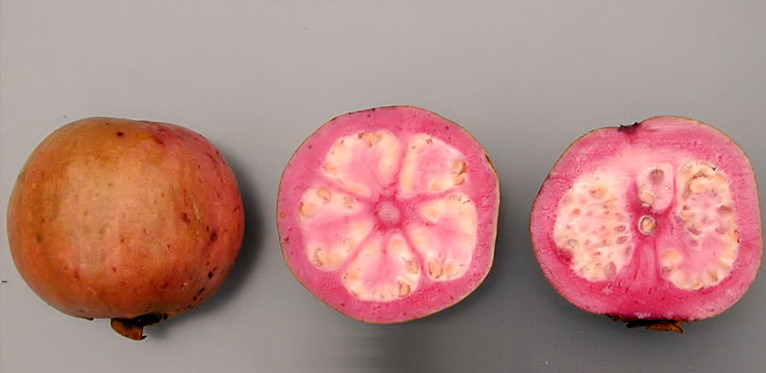
Guayaba "Thai Maroon".

### Colombia
La guayaba es una fruta muy apreciada comercialmente en Colombia ya que puede utilizarse en multitud de preparaciones, como jugos, dulces, mermeladas, casquitos y néctares, siendo parte importante de la gastronomía y cultura colombianas. Colombia es uno de los mayores productores de guayaba del mundo, sin embargo su producción no es exportada debido a la enorme demanda interna de esta fruta. La variedad más exitosa cultivada en Colombia es la guayaba "pera", de tamaño más grande, cáscara más gruesa y de color verde, pulpa amarillenta y más dura, aunque el sabor no varía demasiado. En Colombia es muy común consumir esta fruta en jugo o directamente sin mondar.
El «bocadillo» es un dulce que se prepara con guayaba muy madura y panela, a base de cocer ambos en agua a fuego lento y removiendo, hasta que el agua se evapore. Termina siendo de contextura gruesa un poco gomosa, semejante al dulce de membrillo, de color rojo intenso y de sabor muy dulce y agradable; el color, consistencia y el sabor pueden variar de acuerdo con diversos factores como la variedad de guayaba y el método de preparación. Se corta en rectángulos gruesos y se envuelve en hojas de bijao secas color castaño claro, lo que le da su característica presentación, aunque en algunas regiones es envuelto de hojas verdes de plátano. En la región andina, es común su consumo con queso fresco como snack, ya sea en cuadritos o como queso relleno de jalea de guayaba. Además también se consume en forma de Herpos: galletas tipo wafer con bocadillo. Es posible además encontrar galletas de masa de harina de trigo con relleno de guayaba, estilo Settembrini, debido a la influencia de inmigrantes italianos. Otra preparación muy común es con arequipe o leche.
Las principales ciudades productoras de bocadillo son Moniquirá (Boyacá), Barbosa y Vélez (Santander); de esta última procede la denominación de origen bocadillo veleño. La capital mundial de la guayaba es Guavatá (Santander), municipio aledaño a Vélez, el cual es unos de los mayores productores de guayaba.

### México
La producción guayabera en México se da fuertemente entre Calvillo (Aguascalientes) y el Cañón de Juchipila (Zacatecas). También se produce en Michoacán, en los municipios de Zitácuaro, Jungapeo, Juárez, Tuxpan, Tuzantla y Taretan; y en la región sur del estado de México, es decir, los municipios de Coatepec Harinas, Temascaltepec y Zumpahuacán. Además, en todo el estado de Sinaloa, en forma local. También se encuentran al sur del país en el estado de Chiapas, en los municipios de Tonalá, Tuxtla Gutiérrez y Pijijiapan, ocupando así el tercer lugar a nivel mundial en producción, cosecha y cultivo.
Es una de las frutas típicas de México, y se utiliza sobre todo para elaborar jugos, aguas frescas, postres, antojitos dulces, etc., aunque también se consume en ensalada de frutas o, a veces, como única fruta.

### Cuba
Se acostumbra consumirla como fruta y también en postres, tales como los casquitos de guayaba, mermelada y en dulce o pasta, este último postre ha alcanzado gran popularidad en mercados internacionales.
También se utiliza una variedad de guayaba en miniatura (Psidium salutare (Kunth) O. Berg), conocida como "guayabita del pinar", que crece a las márgenes del río Cuyaguateje en la provincia de Pinar del Río. Con dicha variedad se macera un ron homónimo, así como licores derivados del mismo.

### Venezuela
Es muy popular el consumo de la guayaba en Venezuela. En este país se consume como fruta entera, en néctares (jugos), batidos (licuados), merengadas (batidos con leche) e inclusive se preparan mermeladas, jaleas o bocadillos similares al bocadillo veleño colombiano. La mermelada también es empleada para la elaboración de panes dulces, como lo es el "pan de guayaba" altamente consumido por los venezolanos. En efecto, se suele elaborar el llamado bocadillo mixto o «bandera española», el cual consiste en intercalar una tableta hecha de bocadillo de leche en polvo entre dos bastoncillos de bocadillo de guayaba. También es popular consumir los llamados "casquillos de guayaba" (mitades del fruto ahuecadas) en almíbar, acompañadas o no de queso crema.

### Paraguay
En Paraguay son llamados indistintamente "arasá", "arazá" (del guaraní arasa) o guayaba, y su cultivo se encuentra concentrado principalmente en los departamentos de Cordillera, Central y Paraguarí.

### Brasil
En Brasil se llama "goiaba". Hay las variedades de pulpa roja y blanca. Se consume como fruta o en un dulce igual que el bocadillo colombiano llamado goiabada (guayabada) en portugués. Si el dulce es hecho con toda la fruta, no solamente con la pulpa, incluyéndose las cáscaras, es llamado "goiabada cascão" (guayabada cascarón). 
"Romeu e Julieta" (Romeo y Julieta) es una combinación muy popular de "goiabada" con queso fresco.

### España
Las guayabas se cultivan en Canarias y comercialmente en la costa granadina, al sur de la provincia de Granada, habiendo sido introducidas a mediados del siglo XX. Las guayabas están proliferando actualmente, ya que, al ser cultivos que dan altos beneficios, están sustituyendo poco a poco a cultivos tradicionales como el chirimoyo o los cítricos.

## Etimología
Psidium: nombre genérico que deriva del latín y significa "granada".
El nombre vulgar guayaba es una voz arahuaca que significa fruto del guayabo, de forma aovada, del tamaño de una pera mediana, de varios colores, y más o menos dulce, con la carne llena de unos granillos o semillas pequeñas.
El término en castellano se ha adoptado con algunas variaciones por la mayoría de idiomas. Dentro de la zona originaria de estos árboles, en quechua se llama sawintu, en náhuatl xālxocotl y en guaraní se denomina arasa.

## Taxonomía

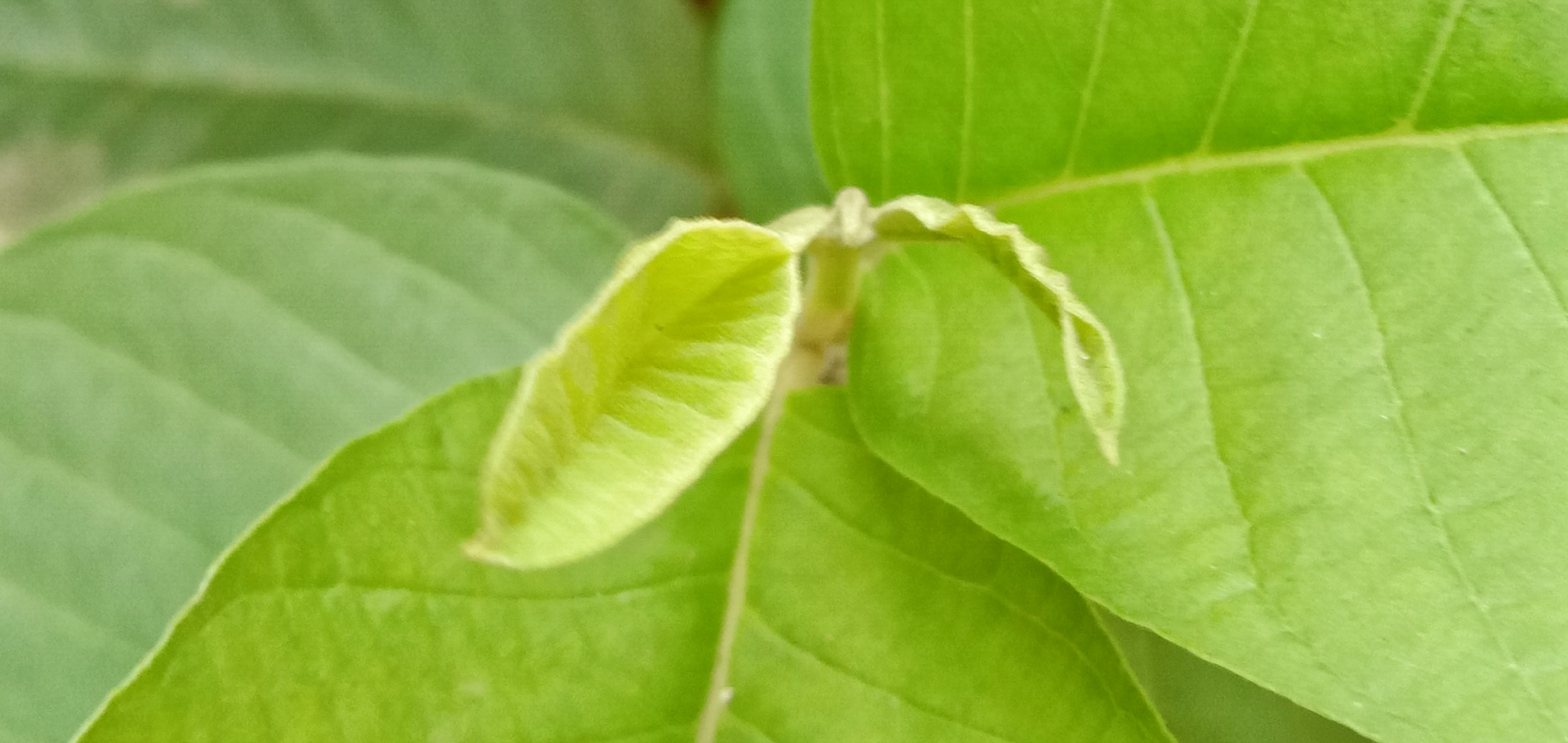
Hojas nuevas de Psidium. Foto tomada en Bengala occidental (2022).

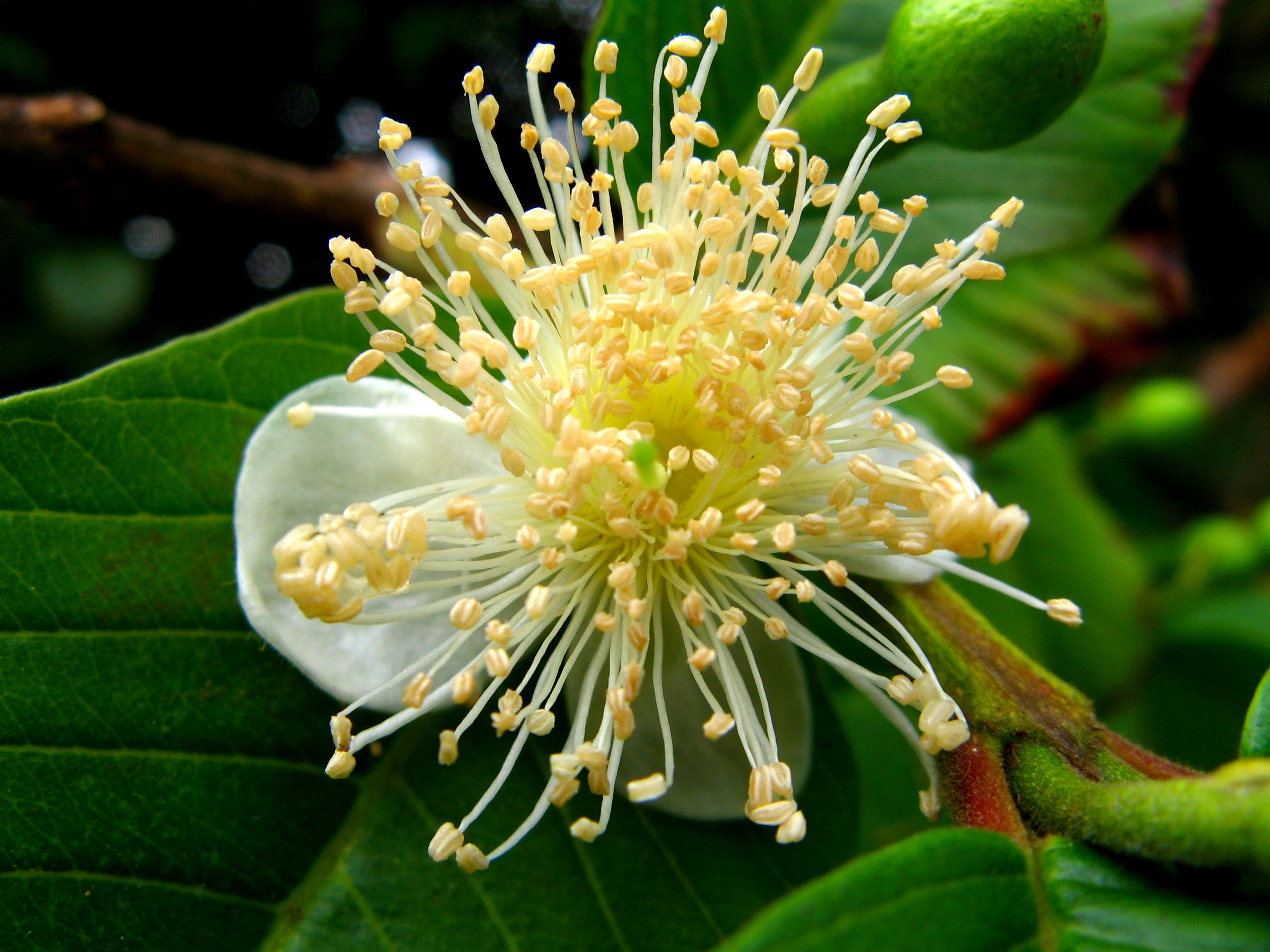
Flor de la guayaba Psidium guajava.

Este género fue descrito por primera vez por Linneo en 1753.
El género fue descrito por Nicholas Edward Brown y publicado en Journal of Botany, British and Foreign 66: 141. 1928.
Muchas de las especies dan frutos comestibles y, por esta razón, varias se cultivan comercialmente. La especie más cultivada es la guayaba común, Psidium guajava.
Se conocen fósiles del Paleógeno de la Patagonia.

## Especies
Una lista de especies se encuentra por ejemplo en el sitio web Kew World checklist of selected plant families.
- Psidium acutangulum
- Psidium alatum
- Psidium albidum
- Psidium anceps
- Psidium anthomega
- Psidium apiculatum
- Psidium appendiculatum
- Psidium apricum
- Psidium araucanum
- Psidium arboreum
- Psidium argenteum
- Psidium bahianum
- Psidium canum
- Psidium cattleianum
- Psidium caudatum
- Psidium cinereum
- Psidium coriaceum
- Psidium cuneatum
- Psidium cupreum
- Psidium densicomum
- Psidium donianum
- Psidium dumetorum
- Psidium elegans
- Psidium firmum
- Psidium friedrichsthalium
- Psidium fruticosum
- Psidium gardnerianum
- Psidium giganteum
- Psidium glaziovianum
- Psidium grandifolium
- Psidium guajava
- Psidium guazumifolium
- Psidium guineense
- Psidium hagelundianum
- Psidium herbaceum
- Psidium humile
- Psidium imaruinense
- Psidium inaequilaterum
- Psidium itanareense
- Psidium jacquinianum
- Psidium lagoense
- Psidium langsdorffii
- Psidium laruotteanum
- Psidium leptocladum
- Psidium luridum
- Psidium macahense
- Psidium macrochlamys
- Psidium macrospermum
- Psidium mediterraneum
- Psidium mengahiense
- Psidium minense
- Psidium montanum Sw. - almendrón de las Antillas[15]
- Psidium multiflorum
- Psidium myrsinoides
- Psidium myrtoides
- Psidium nigrum
- Psidium nutans
- Psidium oblongatum
- Psidium oblongifolium
- Psidium ooideum
- Psidium paranense
- Psidium persicifolium
- Psidium pigmeum
- Psidium pilosum
- Psidium racemosa
- Psidium racemosum
- Psidium radicans
- Psidium ramboanum
- Psidium refractum
- Psidium riedelianum
- Psidium riparium
- Psidium robustum
- Psidium roraimense
- Psidium rostratum
- Psidium rubescens
- Psidium rufum
- Psidium salutare (Kunth) O.Berg - guayabilla, guayabillo, guayabita o guayabo del pinar (Cuba), guayabo arrayán del Orinoco, arrayán del Perú.[15]
- Psidium sartorianum
- Psidium schenckianum
- Psidium sorocabense
- Psidium spathulatum
- Psidium stictophyllum
- Psidium subrostrifolium
- Psidium suffruticosum
- Psidium terminale
- Psidium ternatifolium
- Psidium transalpinum
- Psidium turbinatum
- Psidium ubatubense
- Psidium velutinum
- Psidium widgrenianum
- Psidium ypanamense